# Jardín de Minerva

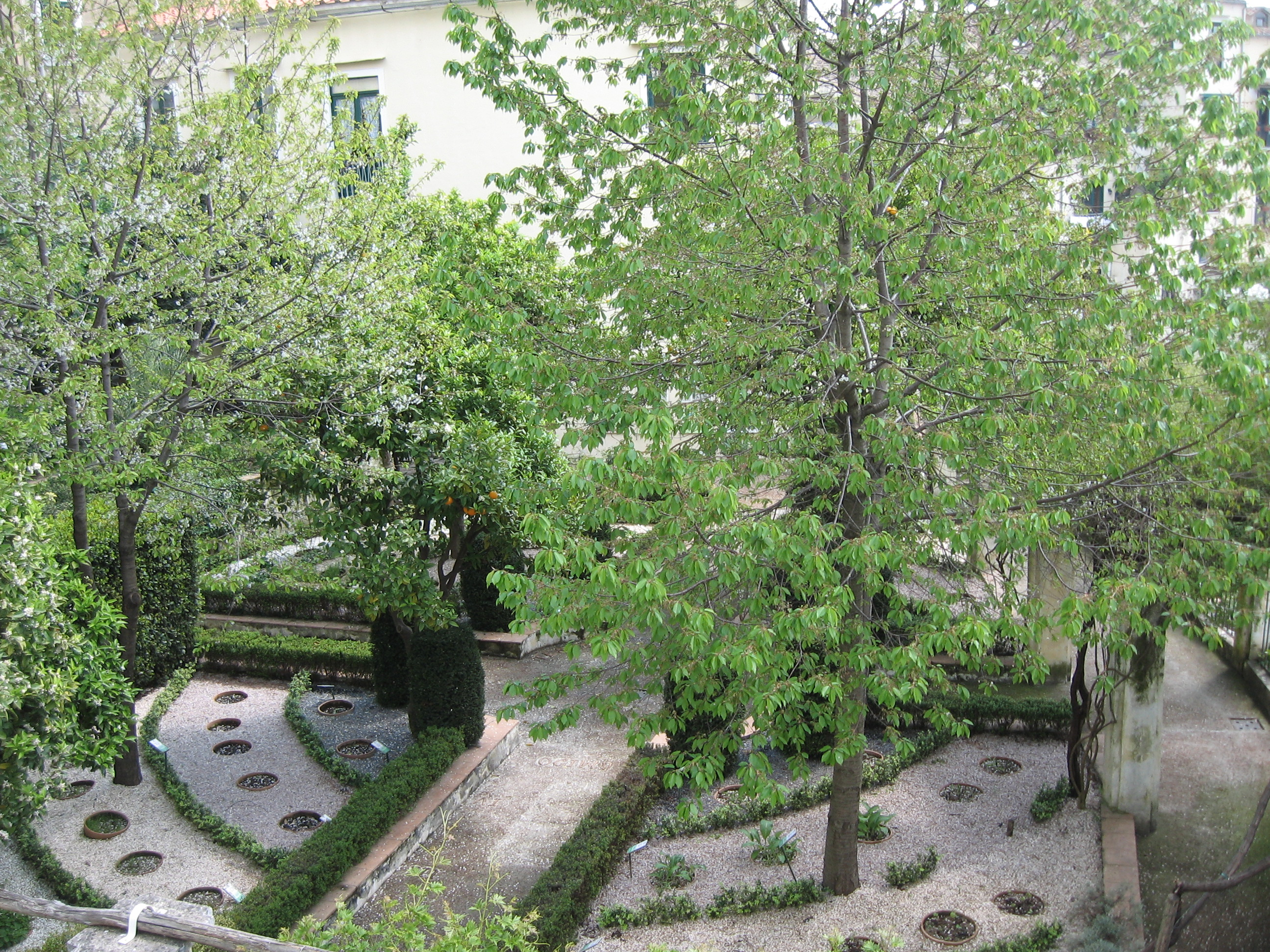
Una vista del Giardino della Minerva.

El Jardín de Minerva (en italiano: giardino della Minerva) es un jardín botánico situado en el centro histórico de Salerno. Durante el Medioevo fue utilizado como giardino dei semplici con fines didácticos por los estudiantes de la scuola medica salernitana; por tal motivo está considerado como el precursor del jardín botánico diseñado en el sentido moderno de la palabra.

## Historia

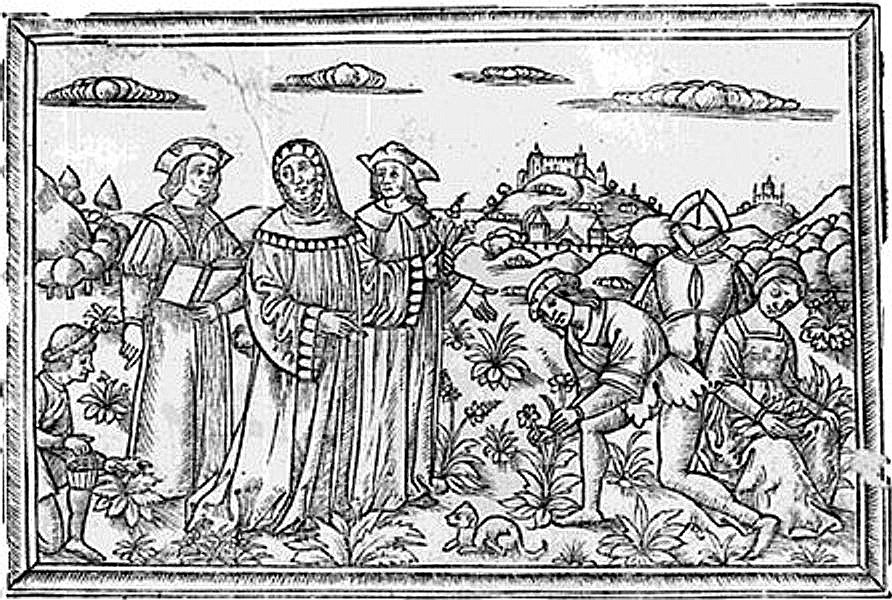
Matteo Silvatico enseña a sus estudiantes en el jardín botánico.

El jardín está detrás de la pared occidental de la ciudad medieval a orillas del río Fusandola. 
Los jardines son propiedad de la familia Silvatico desde el siglo XII, pero fue en el 1300 que la Escuela de Medicina del maestro Matteo Silvatico que lo transforma en un giardino dei semplici (jardín de simples). De los que refieren en el Opus Pandectarum Medicinae Silvatico cultivó en el jardín muchas plantas de cada origen para clasificar y estudiar sus propiedades terapéuticas.  
Del terreno no hay más noticias hasta el siglo XVII cuando fue adquirido y transformado en un jardín de una mansión. En el período de la posguerra el último propietario lo donó al Asilo di Mendicità y, a continuación, a partir de esta caridad, fue a pasar como propiedad a la ciudad de Salerno. 
En 1991 fue presentado un proyecto de un jardín botánico dedicado a recuperar el antiguo jardín de Silvatico, un proyecto que fue realizado en el 2001 por el Ayuntamiento con fondos del proyecto «Urban». 

## Arquitectura

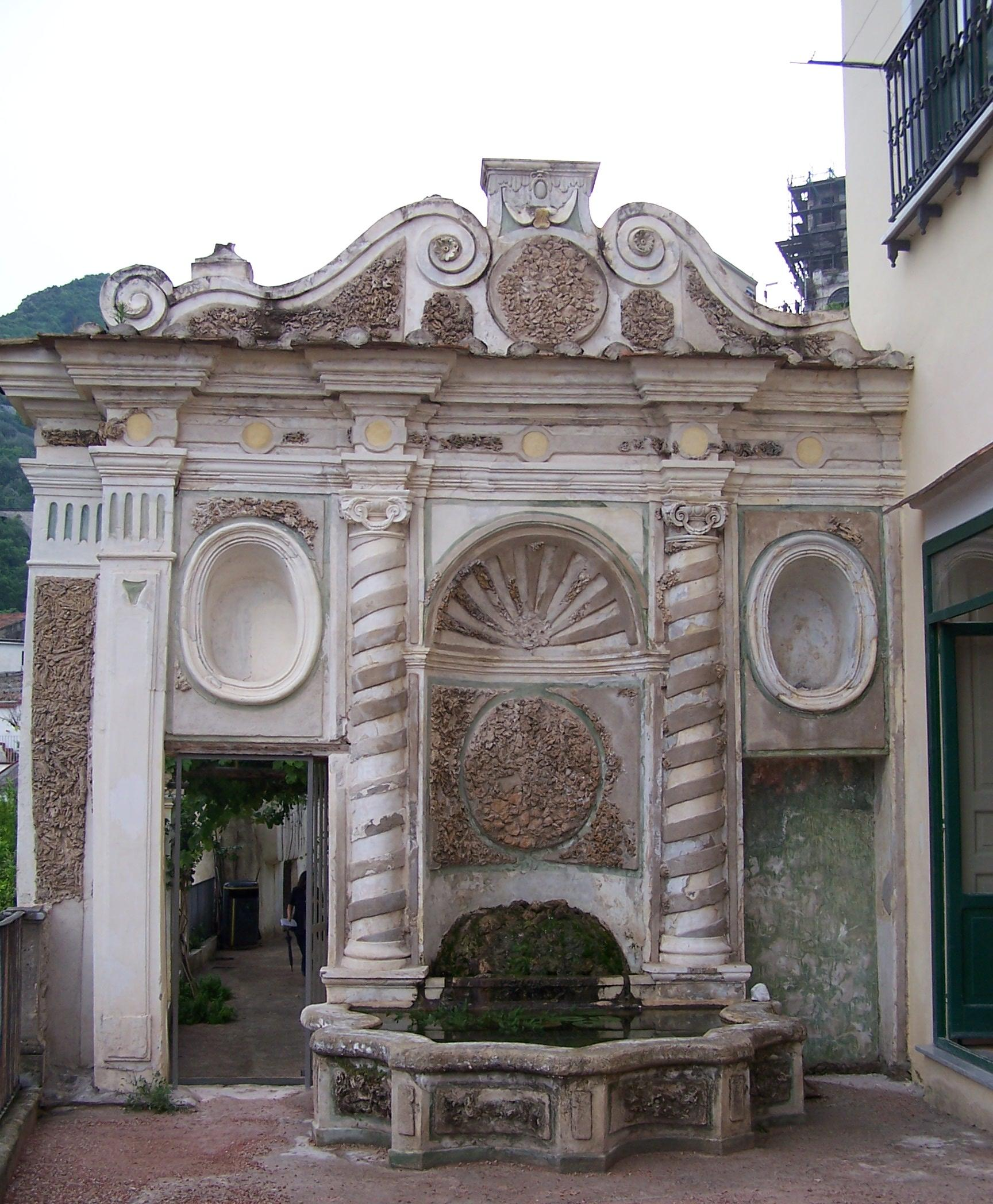
Fuente de la concha

El aspecto actual del jardín es el que tenía en el siglo XVII.  Consta de varias terrazas conectadas por una escalera flanqueada por los pilares sobre los que descansa una pérgola con enredaderas. La escalera se extiende a lo largo de una perspectiva que combina perfectamente los giardini della villa comunale con el castello di Arechi y ofrece una vista panorámica de la bahía, el centro histórico y la costa de Amalfi. 
Un sistema de piscinas, fuentes y tuberías, remanentes del 1600, se extienden a lo largo de las terrazas. De un valor estético particular, son una fuente que representa a la diosa Minerva (de ahí el nombre del jardín) y la fuente de la concha, en la terraza del palacio del siglo XVII Palazzo Capasso.

## Las especies botánicas
Después de la restauración del 2001 en el jardín se cultivaron numerosas plantas, incluyendo raras, dando una especial significancia  a las especies mencionadas en el Regimen Sanitatis Salernitanum y en el Opus Pandectarum Medicinae, que fueron utilizadas como plantas medicinales en la Edad Media. 
En particular, en el jardín de la legendaria mandrágora, una planta que se supone que tiene poderes extraordinarios. Gracias al microclima característico de la huerta también permite el cultivo de especies vegetales de los más diversos orígenes, tal como Colocasia esculenta (mencionada por Silvatico en el año 1300), ginseng indio (Withania somnifera) y otros. 
La terraza inferior se ha diseñada para dar cabida a las plantas de acuerdo con el formato de la teoría galénica de los cuatro humores. 

## Actividades
En el jardín se realizan visitas guiadas para ilustrar los principios de la Scuola medica salernitana y las plantas medicinales utilizadas en la época medieval. Los cursos de botánica son unas de las actividades que aquí se realizan y un vivero donde poder preservar las plantas. El jardín está equipado con un salón de té donde se pueden degustar las infusiones realizadas con los simples del jardín botánico. 